# Gianfranco Girotti
Gianfranco Girotti (* 21. dubna 1937, Řím) OFM Conv. je katolický biskup, mnich z řádu františkánů, teolog a právník, profesor kanonického práva na Papežské univerzitě Urbanianě a titulární biskup metský (od 2006). V letech 2002–2012 zastával úřad regenta Apoštolské penitenciatury.

## Život
Narodil se 21. dubna 1937 v Římě. V mládí vstoupil do řádu františkánů-minoritů, časné sliby složil 8. září 1955, trvalé 8. prosince 1958.
Na řádového kněze byl vysvěcen 17. února 1963.
V roce 1969 vstoupil do služeb Svatého stolce, přes 32 let pracoval v Kongregaci pro nauku víry, nejprve jako hlavní oficiál a později jako podsekretář.
Dne 16. února 2002 byl jmenován regentem Apoštolské penitenciatury a konsultorem Kongregace pro obranu víry.
Dne 15. listopadu 2006 byl jmenován titulárním biskupem metským, vysvěcen byl 16. prosince téhož roku. Hlavním světitelem byl kardinál Bertone a spolusvětitelé kardinálové Stafford a Tauran.
Dne 26. června 2012 přijal papež Benedikt XVI. jeho rezignaci na post regenta, z důvodu dosažení kanonického věku 75 let.

## „Nové smrtelné hříchy“
Počátkem března 2008 vstoupil do povědomí světové veřejnosti díky svému rozhovoru pro L'Osservatore Romano z 9. března, v němž mimo jiné krátce mluvil o nových a sociálních hříších, které nabývají na významu v moderním světě, a na požádání redaktora uvedl několik příkladů. Následně celá řada médií po celém světě tento rozhovor hrubě dezinterpretovala, když ho označila za oficiální vyhlášení „sedmi nových smrtelných hříchů“ – ačkoliv nešlo ani o oficiální vyhlášení, ani o nové definování hříšnosti, ani o zásah do sedmi smrtelných hříchů. Některá média dokonce „citovala“ tento oficiální seznam v provedení, které si s přihlédnutím k rozhovoru pro tento účel sama sestavila. V některých se objevily položky, o nichž biskup Girotti vůbec nemluvil, jako například „genetické modifikace potravin“.